# Condado de Lincoln (Wyoming)
El condado de Lincoln (en inglés: Lincoln County) fundado en 1911 es un condado en el estado estadounidense de Wyoming. En el 2000 el condado tenía una población de 14.573 habitantes en una densidad poblacional de una persona por km². La sede del condado es Kemmerer.

## Geografía
Según la Oficina del Censo, el condado tiene un área total de 10 590 km² (4088,8 mi²), de la cual 10 539 km² (4069,1 mi²) es tierra y 52 km² (20,1 mi²) (0.49%) es agua.

### Condados adyacentes
- Condado de Teton - norte
- Condado de Sublette - noreste
- Condado de Sweetwater - este
- Condado de Uinta - sur
- Condado de Rich - suroeste
- Condado de Bear Lake - oeste
- Condado de Caribou - noroeste
- Condado de Bonneville - noroeste

## Demografía
En el 2000 la renta per cápita promedia del condado era de $$40,794, y el ingreso promedio para una familia era de $44,919. En 2000 los hombres tenían un ingreso per cápita de $37,353 versus $20,928 para las mujeres. El ingreso per cápita para el condado era de $17,533. Alrededor del 9.0% de la población estaba bajo el umbral de pobreza nacional.

## Comunidades

### Ciudad
- Kemmerer

### Pueblos
| - Afton - Alpine - Cokeville | - Diamondville - La Barge - Opal | - Star Valley Ranch - Thayne |

### Lugares designados por el censo
| - Alpine Northeast - Alpine Northwest - Auburn - Bedford - Etna | - Fairview - Fontenelle - Grover - Oakley | - Osmond - Smoot - Taylor - Turnerville - Nordic |

### Otras comunidades
- Freedom
- Frontier